# Anton Dermota

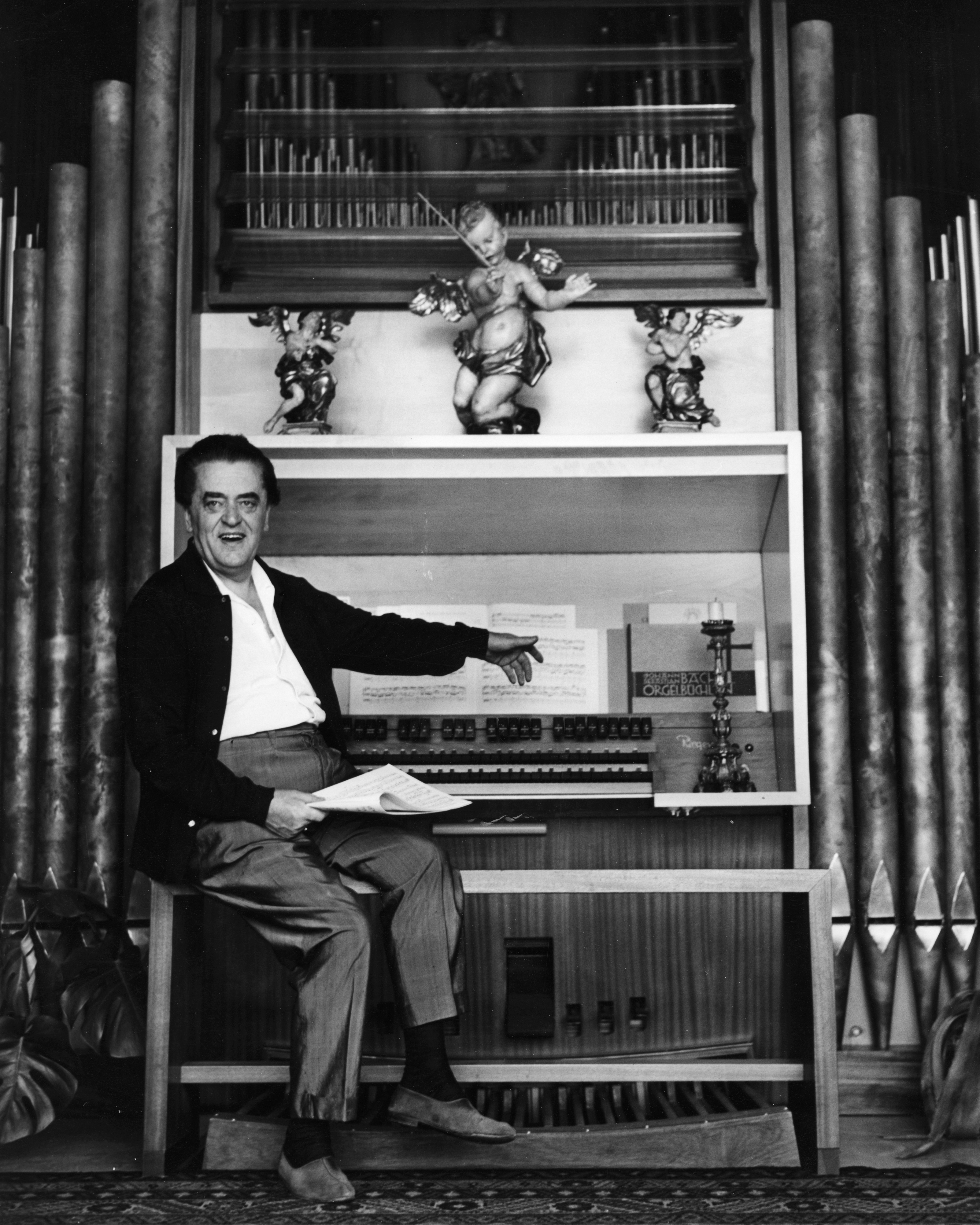
an der Orgel 1966

Anton Dermota, Kammersänger (Kropa, 4 de junho de 1910 - 22 de junho de 1989) foi um tenor esloveno.
Nascida numa família pobre na vila de Kropa, na Alta Carniola, no que então era o Império Austro-Húngaro (atual Eslovênia), frequentou o Conservatório de Liubliana com a intenção de estudar composição e órgão; em 1934 recebeu uma bolsa de estudos que o enviou a Viena, onde passou a estudar canto lírico com Marie Radó.
Fez sua estreia na ópera em Cluja, no mesmo ano, e foi convidado prontamente por Bruno Walter para se apresentar na Ópera Estatal de Viena, onde interpretou o "Homem da Armadura" na Flauta Mágica de Wolfgang Amadeus Mozart, e conseguiu imediatamente um contrato. Seu primeiro papel de destaque foi Alfredo, em La Traviata, de Giuseppe Verdi, que interpretou em 1937. No mesmo ano Dermota cantou pela primeira vez no Festival de Salzburgo, numa produção de Os Cantores Mestres de Nuremberg, de Richard Wagner, regida por Arturo Toscanini.
Rapidamente tornou-se um dos favoritos do público vienense, e permaneceu com a companhia da Ópera Estatal por mais de quarenta anos. Foi testemunha (e ajudou a salvar partes dos móveis) quando a casa de ópera se incendiou, depois de um bombardeio aliado em 13 de março de 1945, durante a Segunda Guerra Mundial. Após a guerra permaneceu com a companhia em suas instalações improvisadas no Theater an der Wien, e foi uma das estrelas na reinauguração da casa original, em 1955, como Florestan no Fidelio de Ludwig van Beethoven. Em 1946 Dermota recebeu, como homenagem por sua lealdade, o título de Kammersänger. 
Cantou por vinte anos no Festival de Salzburgo, quase todos os verões. Como cantor convidado deu performances aclamadas na Royal Opera House (Covent Garden), em Londres, no Palais Garnier de Paris, no Teatro dell'Opera di Roma, em Roma, no Teatro di San Carlo, en Nápoles, no Teatro Colón, em Buenos Aires, e em teatros na Austrália, Tchecoslováquia e Hungria.
Dermota celebrizou-se por seus papeis mozartianos - especialmente por seu Don Ottavio, na ópera Don Giovanni. Interpretou boa parte do repertório para tenor lírico durante sua carreira, incluindo papeis mais modernos como Édipo na obra de Igor Stravinsky, Oedipus Rex, o papel-título em Palestrina, de Hans Pfitzner, e Flamand em Capriccio, de Richard Strauss. Posteriormente em sua carreira aventurou-se no território do heldentenor, experimentando em participações como o papel-título de Dalibor, de Bedřich Smetana. e Florestan, de Fidelio. Seu repertório incluiu mais de 80 papeis diferentes.
Um talentoso cantor de lieder, Dermota deu diversos recitais acompanhado por sua esposa, a pianista Hilde Berger-Weyerwald. Teve também uma carreira como professor de canto na Wiener Musikhochschule, em 1966.
Para celebrar seu 70º aniversário interpretou novamente o papel de Tamino na Flauta Mágina, na Staatsoper. Um ano mais tarde fez o papel do Pastor na célebre gravação de Carlos Kleiber do Tristão e Isolda, de Wagner, soando incrivelmente jovem. 
Morreu em Viena, um mês depois de seu 79º aniversário.